# ميريام تسيغلر
ميريام تسيغلر (بالألمانية: Miriam Ziegler)‏ هي متزلجة فنية نمساوية، ولدت في 19 مارس 1994 في Oberpullendorf ‏ في النمسا.

## وصلات خارجية
- ميريام تسيغلر على موقع الاتحاد الدولي للتزلج (الإنجليزية)
- ميريام تسيغلر على موقع الاتحاد الدولي للتزلج (الإنجليزية)
- ميريام تسيغلر على موقع اللجنة الأولمبية الدولية (الإنجليزية)
- ميريام تسيغلر على موقع أوليمبيديا (الإنجليزية)